# Burned Down the Enemy
Burned Down the Enemy – trzeci album fińskiego zespołu epic/powermetalowego Burning Point, wydany w Europie w styczniu 2006 przez wytwórnię Metal Heaven. Edycja japońska, zawierająca dwa utwory dodatkowe, została wydana w grudniu 2006 roku przez wytwórnię Soundholic. Nagranie przeprowadził Jukka Jokikokko w Hellgate Studios w Oulu. Mastering został wykonany w Finnvox Studios przez Minervę Pappi.

## Lista utworów
1. "Parasite" – 05:13
2. "Heart of Gold" – 05:48
3. "Dawn of the Ancient War" – 04:09
4. "Hell Awaits" – 04:12
5. "From the Beginning of it All" – 05:20
6. "Icebound" – 05:04
7. "Deceiver" – 03:56
8. "Eye for an Eye" – 06:37
9. "To Hell and Back" – 04:14
10. "Against the Madness of Time" – 04:35
11. "Burned Down the Enemy" – 08:56

### Utwory dodatkowe na europejskiej edycji płyty
1. "My Reign, My Fire" – 3:52
2. "Heart of Gold (demo)" – 5:44
3. "The Road to Hell" – 3:44

### Utwory dodatkowe na japońskiej edycji płyty
1. "Nocturnal Sight"
2. "Bring Me Oblivion"